# Selección de fútbol de Sudáfrica
La selección de fútbol de Sudáfrica es el equipo representativo del país en las competiciones oficiales. Es una selección con una corta historia internacional, la cual empieza en 1993, al disputar las eliminatorias de la copa del mundo por primera vez en la historia. Los partidos jugados entre 1906 y 1960 fueron disputados exclusivamente por combinados de origen británico, por lo que se considera que el primer partido oficial de la selección nacional sudafricana se jugó en julio de 1992, con una victoria sobre Camerún por 1–0 en Durban.

## Historia
Sudáfrica disputó su primer partido ante Argentina en 1906 obteniendo una victoria por 1:0. Sin embargo este no fue su único partido ya que también disputó 10 partidos contra clubes u otros combinados durante su gira por Argentina habiendo cosechado 9 victorias y una derrota. No obstante, el equipo no era precisamente la selección nacional sudafricana, sino un combinado amateur que contaba exclusivamente con jugadores blancos, funcionarios públicos, empleados del gobierno, banqueros e ingenieros civiles. Siete de los 15 jugadores nacieron en Sudáfrica y 8 se originaron en Inglaterra y Escocia.
Más tarde se afilió a la FIFA en 1958, pero fue suspendida en 1962 por la política del apartheid que regía en el país. Fue readmitida en la FIFA un año más tarde, pero después de la decisión de crear un equipo integrado solo por blancos para la Copa del Mundo de 1966 y por negros sólo para la Copa del Mundo de 1970 se prorrogó su suspensión hasta 1974. En 1976, y después de los disturbios de Soweto fueron expulsados de la FIFA.
Los máximos logros de Sudáfrica fueron conseguir clasificarse para la Copa Mundial de fútbol de 1998 y 2002, donde sólo lograron la primera fase. También fue la selección anfitriona de la Copa Mundial de Fútbol de 2010, siendo la primera nación africana en hacerlo, en ese certamen se quedaron en primera fase, pero consiguieron un histórico triunfo sobre Francia.
El 19 de noviembre de 2013 gana un amistoso 1-0 frente a la campeona del mundo, la Selección Española de Fútbol, con un gol de Bernard Parker, siendo un resultado histórico.

### Copa Africana de Naciones 1996
La Copa Africana de Naciones de 1996 se celebraba en Sudáfrica y en casa fue donde la selección Sudafricana se quedó con su primer título continental. por ser la sede, Sudáfrica quedó ubicado en el grupo A junto con Camerún, Egipto y Angola.
Para su debut Sudáfrica vence contundentemente a Camerún por 3:0, para su segundo encuentro vence por 1:0 a Angola y para su último encuentro es derrotado por 0:1 por Egipto. en Cuartos de final Los "Bafana Bafana" enfrentan a Argelia partido el cual terminó 2:1 a favor de Sudáfrica, en semifinales derrotan por 3-0 a Ghana, llegarían por primera vez a la gran final y se consagrarían campeones el cuadro de los "Bafana Bafana" al derrotar por 2-0 a Túnez.

### Copa FIFA Confederaciones 1997
Al ser campeón de la Copa africana de naciones 1996 Sudáfrica abre su paso hacia la Copa FIFA Confederaciones 1997. En la cual se ubicó en el Grupo B con Uruguay, Emiratos Árabes Unidos y República Checa. para su debut en la copa enfrenta a la Selección de República Checa que termina con un empate de 2:2. para sus dos siguientes encuentro es derrotado 0:1 y 3:4 por Emiratos Árabes y Uruguay. quedando en último lugar del torneo.

### Copa Africana de Naciones 1998
Para esta copa "los muchachos" se ubicaron en el Grupo C Junto con las selecciones de Costa de Marfil, Angola y Namibia. Para su primer y segundo partido Sudáfrica empata por 0:0 y 1:1 frente a Angola y Costa de Marfil y para el cierre del grupo Golea por 4:1 a Namibia. En su camino a la final Sudáfrica debe enfrentar a Marruecos y RD Congo partidos los cuales terminaron 2:1 y 2:1 para los "muchachos". ya en la final los Sudafricanos tenían la esperanza de su segundo título continental, esperanza cual desapareció cuando en la final Egipto hizo el primer gol. el partido terminó 0:2 a favor de Egipto, dejando a Sudáfrica en segundo lugar.

### Copa Mundial de Francia 1998
Sudáfrica logra por primera vez clasificar a una copa mundial, donde queda eliminado en primera ronda. Para su primera copa queda ubicado en el Grupo C junto con el Anfitrión Francia y también con Dinamarca y Arabia Saudita. para empezar el torneo, Los "Muchachos fueron goleados por 0:3 por el anfitrión Francia y para sus otros encuentros Sudáfrica empataría por 1:1 y 2:2 frente a Dinamarca y Arabia Saudita.

### Copa Mundial de Japón y Corea del Sur 2002
Sudáfrica logra otra clasificación a una copa mundial ahora la de 2002. Los "muchachos" se ubicaron en el Grupo B frente con Paraguay, España y Eslovenia. Para su debut Empata a la selección de Paraguay por 2:2 y luego vence por 1:0 a Eslovenia. Para asegurar su paso a octavos de final los Sudafricanos necesitarían un empate contra España, pero no se cumplió ya que es derrotado por 2:3.

### Copa Oro de la Concacaf 2005
Sudáfrica es invitado a participar de la Copa de Oro de la Concacaf 2005 donde aceptó y se ubicó en el Grupo C En conjunto con Guatemala, México y Jamaica. Los "Muchachos" hacen su debut con una victoria de 2:1 frente a México, para su segundo encuentro en un partido muy cerrado empata por 3:3 a la selección de jamaica y para el cierre del grupo empata por 1:1 a Guatemala. Sudáfrica es eliminado en Cuartos de final por Panamá en un partido que terminó 1:1 y 3:5 en penales.

### Copa FIFA Confederaciones 2009

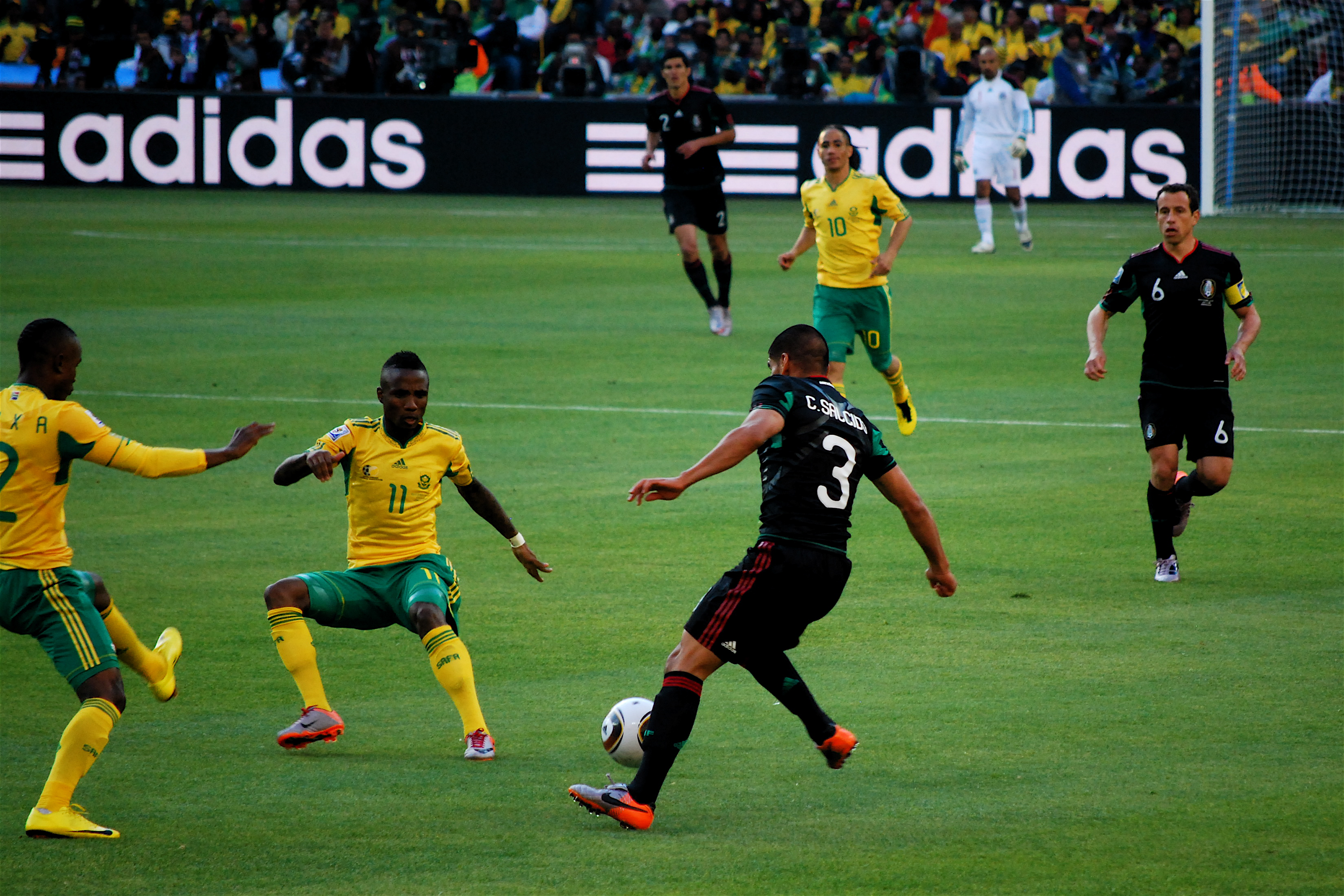
Primer partido del Mundial 2010, entre Sudáfrica y.

Al ser el organizador de la copa mundial de 2010 Sudáfrica tiene derecho a participar en la Copa FIFA Confederaciones 2009 en la cual se ubicó en el Grupo A en conjunto con España, Irak y Nueva Zelanda. para su debut logra un empate sin goles (0:0) frente a Irak. luego derrota 2:0 a Nueva Zelanda, pero es derrotado 0:2 por España. En semifinales cae por 0:1 frente a Brasil. En el partido por el tercer lugar Sudáfrica vuelve a perder frente a España, pero esta vez 2:3.

### Copa Mundial Sudáfrica 2010
Sudáfrica participó en la Copa Mundial de 2010 siendo el anfitrión, sin embargo, fue el primer anfitrión que no logró superar la primera ronda, registro igualado por Catar en la Copa Mundial 2022. Para su debut empata 1:1 frente a México, luego es derrotado 0:3 por Uruguay, pero en su último partido vence por 2:1 a la selección francesa. A pesar de quedar eliminado en primera fase logra un histórico resultado frente a Francia.

## Últimos partidos y próximos encuentros
Actualizado al último partido jugado el 15 de agosto de 2025
| Fecha      | Ciudad       | Local     | Resultado | Visitante  | Competición              |
| ---------- | ------------ | --------- | --------- | ---------- | ------------------------ |
| 06-06-2025 | Polokwane    | Sudáfrica | 0:0       | Tanzania   | Partido amistoso         |
| 07-06-2025 | Bloemfontein | Sudáfrica | 2:0       | Zimbabue   | Copa COSAFA 2025         |
| 10-06-2025 | Polokwane    | Sudáfrica | 2:0       | Mozambique | Partido amistoso         |
| 10-06-2025 | Bloemfontein | Sudáfrica | 0:0       | Mauricio   | Copa COSAFA 2025         |
| 13-06-2025 | Bloemfontein | Sudáfrica | 3:1       | Comoras    | Copa COSAFA 2025         |
| 15-06-2025 | Bloemfontein | Sudáfrica | 0:3       | Angola     | Copa COSAFA 2025         |
| 08-08-2025 | Kampala      | Sudáfrica | 1:1       | Argelia    | Campeonato Africano 2025 |
| 11-08-2025 | Kampala      | Sudáfrica | 2:1       | Guinea     | Campeonato Africano 2025 |
| 15-08-2025 | Kampala      | Sudáfrica | 0:0       | Níger      | Campeonato Africano 2025 |
| 18-08-2025 | Kampala      | Uganda    | -:-       | Sudáfrica  | Campeonato Africano 2025 |

## Jugadores

### Última convocatoria
| N.º | Nombre            | Posición      | Edad    | PJ | Gol | Club                     |
| --- | ----------------- | ------------- | ------- | -- | --- | ------------------------ |
| 1   | Ronwen Williams   | Portero       | 33 años | 43 | 0   | Mamelodi Sundowns        |
| 22  | Melusi Buthelezi  | Portero       | 24 años | 1  | 0   | TS Galaxy                |
| 32  | Veli Mothwa       | Portero       | 34 años | 10 | 0   | AmaZulu                  |
| 40  | Rivaldo Coetzee   | Defensa       | 28 años | 24 | 0   | Mamelodi Sundowns        |
| 3   | Innocent Maela    | Defensa       | 33 años | 11 | 0   | Orlando Pirates          |
| 6   | Nyiko Mobbie      | Defensa       | 30 años | 27 | 0   | Sekhukhune United        |
| 23  | Thibang Phete     | Defensa       | 30 años | 4  | 0   | Belenenses SAD           |
| 27  | Siyanda Xulu      | Defensa       | 33 años | 32 | 1   | Turan Tovuz              |
| 14  | Rushine De Reuck  | Defensa       | 29 años | 7  | 0   | Mamelodi Sundowns        |
| 18  | Thabani Dube      | Defensa       | 32 años | 6  | 0   | Kaizer Chiefs            |
| 20  | Terrence Mashego  | Defensa       | 29 años | 5  | 0   | Cape Town City           |
| 4   | Teboho Mokoena    | Mediocampista | 28 años | 42 | 8   | SuperSport United        |
| 10  | Ethan Brooks      | Mediocampista | 23 años | 13 | 0   | TS Galaxy                |
| 11  | Thapelo Morena    | Mediocampista | 32 años | 34 | 3   | Mamelodi Sundowns        |
| 13  | Yusuf Maart       | Mediocampista | 30 años | 9  | 1   | Mamelodi Sundowns        |
| 2   | Sphephelo Sithole | Mediocampista | 25 años | 20 | 0   | Belenenses SAD           |
| 29  | Gift Links        | Mediocampista | 25 años | 5  | 0   | Aarhus Gymnastikforening |
| 17  | Dean Furman       | Mediocampista | 37 años | 56 | 3   | Altrincham               |
| 15  | Bongani Zungu     | Mediocampista | 32 años | 30 | 5   | Amiens                   |
| 21  | Mothobi Mvala     | Mediocampista | 30 años | 20 | 1   | Mamelodi Sundowns        |
| 25  | Lebohang Maboe    | Mediocampista | 30 años | 17 | 3   | Sekhukhune United        |
| 9   | Lyle Foster       | Delantero     | 24 años | 20 | 7   | Westerlo                 |
| 19  | Lebo Mothiba      | Delantero     | 29 años | 17 | 4   | Racing de Estrasburgo    |
| 7   | Luther Singh      | Delantero     | 26 años | 13 | 3   | Copenhagen               |
| 19  | Percy Tau         | Delantero     | 31 años | 52 | 16  | Al Ahly                  |
| 12  | Keagan Dolly      | Delantero     | 31 años | 23 | 3   | Kaizer Chiefs            |
| 30  | Thembinkosi Lorch | Delantero     | 32 años | 9  | 1   | Orlando Pirates          |
| 16  | Evidence Makgopa  | Delantero     | 25 años | 15 | 4   | Baroka                   |
| DT  | Hugo Broos        |               | 73 años |    |     | Selección Sudáfrica      |

### Récords
- Actualizado al último partido disputado el 14 de noviembre de 2017.

### Más participaciones
| N.º | Jugador            | Periodo   | Partidos | Goles |
| --- | ------------------ | --------- | -------- | ----- |
| 1   | Aaron Mokoena      | 1999–2010 | 107      | 1     |
| 2   | Itumeleng Khune    | 2008–2018 | 91       | 0     |
| 3   | Siphiwe Tshabalala | 2006-2017 | 89       | 12    |
| 4   | Siyabonga Nomvethe | 1999–2012 | 82       | 16    |
| 5   | Benni McCarthy     | 1997–2012 | 81       | 31    |
| 6   | Shaun Bartlett     | 1995–2005 | 74       | 28    |
| 7   | John Moshoeu       | 1992–2004 | 73       | 8     |
| 7   | Delron Buckley     | 1999–2008 | 72       | 10    |
| 7   | Bernard Parker     | 2007–2015 | 72       | 23    |
| 10  | Lucas Radebe       | 1992–2003 | 70       | 2     |

### Máximos goleadores
| N.º | Jugador            | Periodo   | Goles | Partidos |
| --- | ------------------ | --------- | ----- | -------- |
| 1   | Benni McCarthy     | 1997–2012 | 31    | 80       |
| 2   | Shaun Bartlett     | 1995–2005 | 28    | 74       |
| 3   | Katlego Mphela     | 2005–2013 | 23    | 51       |
| 3   | Bernard Parker     | 2007–2015 | 23    | 73       |
| 5   | Phil Masinga       | 1992–2001 | 19    | 58       |
| 6   | Siyabonga Nomvethe | 1999–2012 | 16    | 82       |
| 7   | Sibusiso Zuma      | 1998–2008 | 13    | 67       |
| 8   | Tokelo Rantie      | 2012-2017 | 13    | 41       |
| 8   | Siphiwe Tshabalala | 2006–2017 | 12    | 91       |
| 10  | Teko Modise        | 2007–2012 | 12    | 66       |

## Entrenadores

### Entrenadores desde 1963
- Alan Rogers (1963)
- Jeff Butler (1992)
- Stanley Tshabalala (1992)
- Ephraim Mashaba (1992)
- Augusto Palacios (1992–1993)
- Clive Barker (1994–1997)
- Jomo Sono (1998)
- Philippe Troussier (1998)
- Trott Moloto (1998–2000)
- Carlos Queiroz (2000–2002)
- Ephraim Mashaba (2001)
- Trott Moloto (2002)
- Jomo Sono (2002)
- Ephraim Mashaba (2002–2004)
- Jomo Sono (2003)
- April Phumo (2004)
- Stuart Baxter (2004–2005)
- Ted Dumitru (2005–2006)
- Pitso Mosimane (2006)
- Carlos Alberto Parreira (2007–2008)
- Joel Santana (2008–2009)
- Carlos Alberto Parreira (2009–2010)
- Pitso Mosimane (2010–2012)
- Steve Komphela (2012)
- Gordon Igesund (2012–2014)
- Ephraim Mashaba (2014–2016)
- Stuart Baxter (2017-2019)
- Molefi Ntseki (2019-2021)
- Hugo Broos (2021-2022)
- Helman Mkhalele (2022) (interino)
- Hugo Broos (2022-presente)

## Uniforme
| Primera Equipación | (Ver evolución) | Equipación Actual |

## Estadísticas

### Copa Mundial de Fútbol
| Copa Mundial de Fútbol | Copa Mundial de Fútbol     | Copa Mundial de Fútbol     | Copa Mundial de Fútbol     | Copa Mundial de Fútbol     | Copa Mundial de Fútbol     | Copa Mundial de Fútbol     | Copa Mundial de Fútbol     | Copa Mundial de Fútbol     | Copa Mundial de Fútbol     |
| Año                    | Ronda                      | Pos.                       | J                          | G                          | E                          | P                          | GF                         | GC                         | DG                         |
| ---------------------- | -------------------------- | -------------------------- | -------------------------- | -------------------------- | -------------------------- | -------------------------- | -------------------------- | -------------------------- | -------------------------- |
| 1930                   | No participó               | No participó               | No participó               | No participó               | No participó               | No participó               | No participó               | No participó               | No participó               |
| 1934                   | No participó               | No participó               | No participó               | No participó               | No participó               | No participó               | No participó               | No participó               | No participó               |
| 1938                   | No participó               | No participó               | No participó               | No participó               | No participó               | No participó               | No participó               | No participó               | No participó               |
| 1950                   | No participó               | No participó               | No participó               | No participó               | No participó               | No participó               | No participó               | No participó               | No participó               |
| 1954                   | No participó               | No participó               | No participó               | No participó               | No participó               | No participó               | No participó               | No participó               | No participó               |
| 1958                   | No participó               | No participó               | No participó               | No participó               | No participó               | No participó               | No participó               | No participó               | No participó               |
| 1962                   | No participó               | No participó               | No participó               | No participó               | No participó               | No participó               | No participó               | No participó               | No participó               |
| 1966                   | Excluidos por el Apartheid | Excluidos por el Apartheid | Excluidos por el Apartheid | Excluidos por el Apartheid | Excluidos por el Apartheid | Excluidos por el Apartheid | Excluidos por el Apartheid | Excluidos por el Apartheid | Excluidos por el Apartheid |
| 1970                   | Suspendido                 | Suspendido                 | Suspendido                 | Suspendido                 | Suspendido                 | Suspendido                 | Suspendido                 | Suspendido                 | Suspendido                 |
| 1974                   | Suspendido                 | Suspendido                 | Suspendido                 | Suspendido                 | Suspendido                 | Suspendido                 | Suspendido                 | Suspendido                 | Suspendido                 |
| 1978                   | Suspendido                 | Suspendido                 | Suspendido                 | Suspendido                 | Suspendido                 | Suspendido                 | Suspendido                 | Suspendido                 | Suspendido                 |
| 1982                   | Suspendido                 | Suspendido                 | Suspendido                 | Suspendido                 | Suspendido                 | Suspendido                 | Suspendido                 | Suspendido                 | Suspendido                 |
| 1986                   | Suspendido                 | Suspendido                 | Suspendido                 | Suspendido                 | Suspendido                 | Suspendido                 | Suspendido                 | Suspendido                 | Suspendido                 |
| 1990                   | Suspendido                 | Suspendido                 | Suspendido                 | Suspendido                 | Suspendido                 | Suspendido                 | Suspendido                 | Suspendido                 | Suspendido                 |
| 1994                   | No clasificó               | No clasificó               | No clasificó               | No clasificó               | No clasificó               | No clasificó               | No clasificó               | No clasificó               | No clasificó               |
| 1998                   | Fase de grupos             | 24.º                       | 3                          | 0                          | 2                          | 1                          | 3                          | 6                          | -3                         |
| 2002                   | Fase de grupos             | 17.º                       | 3                          | 1                          | 1                          | 1                          | 5                          | 5                          | 0                          |
| 2006                   | No clasificó               | No clasificó               | No clasificó               | No clasificó               | No clasificó               | No clasificó               | No clasificó               | No clasificó               | No clasificó               |
| 2010                   | Fase de grupos             | 20.º                       | 3                          | 1                          | 1                          | 1                          | 3                          | 5                          | -2                         |
| 2014                   | No clasificó               | No clasificó               | No clasificó               | No clasificó               | No clasificó               | No clasificó               | No clasificó               | No clasificó               | No clasificó               |
| 2018                   | No clasificó               | No clasificó               | No clasificó               | No clasificó               | No clasificó               | No clasificó               | No clasificó               | No clasificó               | No clasificó               |
| 2022                   | No clasificó               | No clasificó               | No clasificó               | No clasificó               | No clasificó               | No clasificó               | No clasificó               | No clasificó               | No clasificó               |
| 2026                   | Por disputarse             | Por disputarse             | Por disputarse             | Por disputarse             | Por disputarse             | Por disputarse             | Por disputarse             | Por disputarse             | Por disputarse             |
| 2030                   | Por disputarse             | Por disputarse             | Por disputarse             | Por disputarse             | Por disputarse             | Por disputarse             | Por disputarse             | Por disputarse             | Por disputarse             |
| 2034                   | Por disputarse             | Por disputarse             | Por disputarse             | Por disputarse             | Por disputarse             | Por disputarse             | Por disputarse             | Por disputarse             | Por disputarse             |
| Total                  | 3/22                       | 49.º                       | 9                          | 2                          | 4                          | 3                          | 11                         | 16                         | -5                         |

### Copa Africana de Naciones
| Copa Africana de Naciones | Copa Africana de Naciones      | Copa Africana de Naciones      | Copa Africana de Naciones      | Copa Africana de Naciones      | Copa Africana de Naciones      | Copa Africana de Naciones      | Copa Africana de Naciones      |
| Año                       | Ronda                          | J                              | G                              | E                              | P                              | GF                             | GC                             |
| ------------------------- | ------------------------------ | ------------------------------ | ------------------------------ | ------------------------------ | ------------------------------ | ------------------------------ | ------------------------------ |
| 1957                      | Descalificado por el Apartheid | Descalificado por el Apartheid | Descalificado por el Apartheid | Descalificado por el Apartheid | Descalificado por el Apartheid | Descalificado por el Apartheid | Descalificado por el Apartheid |
| 1959 - 1992               | Suspendido                     | Suspendido                     | Suspendido                     | Suspendido                     | Suspendido                     | Suspendido                     | Suspendido                     |
| 1994                      | No clasificó                   | No clasificó                   | No clasificó                   | No clasificó                   | No clasificó                   | No clasificó                   | No clasificó                   |
| 1996                      | Campeón                        | 6                              | 5                              | 0                              | 1                              | 11                             | 2                              |
| 1998                      | Subcampeón                     | 6                              | 3                              | 2                              | 1                              | 9                              | 6                              |
| 2000                      | Tercer lugar                   | 6                              | 3                              | 2                              | 1                              | 8                              | 6                              |
| 2002                      | Cuartos de final               | 4                              | 1                              | 2                              | 1                              | 3                              | 3                              |
| 2004                      | Fase de grupos                 | 3                              | 1                              | 1                              | 1                              | 3                              | 5                              |
| 2006                      | Fase de grupos                 | 3                              | 0                              | 0                              | 3                              | 0                              | 5                              |
| 2008                      | Fase de grupos                 | 3                              | 0                              | 2                              | 1                              | 3                              | 5                              |
| 2010                      | No clasificó                   | No clasificó                   | No clasificó                   | No clasificó                   | No clasificó                   | No clasificó                   | No clasificó                   |
| 2012                      | No clasificó                   | No clasificó                   | No clasificó                   | No clasificó                   | No clasificó                   | No clasificó                   | No clasificó                   |
| 2013                      | Cuartos de final               | 4                              | 1                              | 2                              | 1                              | 5                              | 3                              |
| 2015                      | Fase de grupos                 | 3                              | 0                              | 1                              | 2                              | 3                              | 6                              |
| 2017                      | No clasificó                   | No clasificó                   | No clasificó                   | No clasificó                   | No clasificó                   | No clasificó                   | No clasificó                   |
| 2019                      | Cuartos de final               | 5                              | 2                              | 0                              | 3                              | 3                              | 4                              |
| 2021                      | No clasificó                   | No clasificó                   | No clasificó                   | No clasificó                   | No clasificó                   | No clasificó                   | No clasificó                   |
| 2023                      | Tercer lugar                   | 7                              | 2                              | 4                              | 1                              | 7                              | 3                              |
| 2025                      | Clasificado                    | Clasificado                    | Clasificado                    | Clasificado                    | Clasificado                    | Clasificado                    | Clasificado                    |
| 2027                      | Por definir                    | Por definir                    | Por definir                    | Por definir                    | Por definir                    | Por definir                    | Por definir                    |
| Total                     | 12/35                          | 50                             | 18                             | 16                             | 16                             | 55                             | 48                             |

### Copa FIFA Confederaciones
| Copa FIFA Confederaciones | Copa FIFA Confederaciones | Copa FIFA Confederaciones | Copa FIFA Confederaciones | Copa FIFA Confederaciones | Copa FIFA Confederaciones | Copa FIFA Confederaciones | Copa FIFA Confederaciones |
| Año                       | Ronda                     | J                         | G                         | E                         | P                         | GF                        | GC                        |
| ------------------------- | ------------------------- | ------------------------- | ------------------------- | ------------------------- | ------------------------- | ------------------------- | ------------------------- |
| 1992                      | Suspendido                | Suspendido                | Suspendido                | Suspendido                | Suspendido                | Suspendido                | Suspendido                |
| 1995                      | No clasificó              | No clasificó              | No clasificó              | No clasificó              | No clasificó              | No clasificó              | No clasificó              |
| 1997                      | Fase de grupos            | 3                         | 0                         | 1                         | 2                         | 5                         | 7                         |
| 1999                      | No clasificó              | No clasificó              | No clasificó              | No clasificó              | No clasificó              | No clasificó              | No clasificó              |
| 2001                      | No clasificó              | No clasificó              | No clasificó              | No clasificó              | No clasificó              | No clasificó              | No clasificó              |
| 2003                      | No clasificó              | No clasificó              | No clasificó              | No clasificó              | No clasificó              | No clasificó              | No clasificó              |
| 2005                      | No clasificó              | No clasificó              | No clasificó              | No clasificó              | No clasificó              | No clasificó              | No clasificó              |
| 2009                      | Cuarto lugar              | 5                         | 1                         | 1                         | 3                         | 4                         | 6                         |
| 2013                      | No clasificó              | No clasificó              | No clasificó              | No clasificó              | No clasificó              | No clasificó              | No clasificó              |
| 2017                      | No clasificó              | No clasificó              | No clasificó              | No clasificó              | No clasificó              | No clasificó              | No clasificó              |
| Total                     | 2/10                      | 8                         | 1                         | 2                         | 5                         | 9                         | 13                        |

### Copa de Naciones Afroasiáticas
| Copa de Naciones Afroasiáticas | Copa de Naciones Afroasiáticas | Copa de Naciones Afroasiáticas | Copa de Naciones Afroasiáticas | Copa de Naciones Afroasiáticas | Copa de Naciones Afroasiáticas | Copa de Naciones Afroasiáticas | Copa de Naciones Afroasiáticas |
| Año                            | Ronda                          | J                              | G                              | E                              | P                              | GF                             | GC                             |
| ------------------------------ | ------------------------------ | ------------------------------ | ------------------------------ | ------------------------------ | ------------------------------ | ------------------------------ | ------------------------------ |
| 1978 - 1995                    | No clasificó                   | No clasificó                   | No clasificó                   | No clasificó                   | No clasificó                   | No clasificó                   | No clasificó                   |
| 1997                           | Campeón                        | 2                              | 1                              | 1                              | 0                              | 1                              | 0                              |
| 2007                           | No clasificó                   | No clasificó                   | No clasificó                   | No clasificó                   | No clasificó                   | No clasificó                   | No clasificó                   |
| Total                          | 1/8                            | 2                              | 1                              | 1                              | 0                              | 1                              | 0                              |

### Copa Oro de la Concacaf
| Copa Oro de la Concacaf | Copa Oro de la Concacaf | Copa Oro de la Concacaf | Copa Oro de la Concacaf | Copa Oro de la Concacaf | Copa Oro de la Concacaf | Copa Oro de la Concacaf | Copa Oro de la Concacaf |
| Año                     | Ronda                   | J                       | G                       | E                       | P                       | GF                      | GC                      |
| ----------------------- | ----------------------- | ----------------------- | ----------------------- | ----------------------- | ----------------------- | ----------------------- | ----------------------- |
| 1963 - 2003             | No participó            | No participó            | No participó            | No participó            | No participó            | No participó            | No participó            |
| 2005                    | Cuartos de final        | 4                       | 1                       | 3                       | 0                       | 7                       | 6                       |
| 2007 - 2023             | No participó            | No participó            | No participó            | No participó            | No participó            | No participó            | No participó            |
| Total                   | 1/27                    | 4                       | 1                       | 3                       | 0                       | 7                       | 6                       |

## Selección local

### Campeonato Africano de Naciones
| Campeonato Africano de Naciones | Campeonato Africano de Naciones | Campeonato Africano de Naciones | Campeonato Africano de Naciones | Campeonato Africano de Naciones | Campeonato Africano de Naciones | Campeonato Africano de Naciones | Campeonato Africano de Naciones |
| Año                             | Ronda                           | J                               | G                               | E                               | P                               | GF                              | GC                              |
| ------------------------------- | ------------------------------- | ------------------------------- | ------------------------------- | ------------------------------- | ------------------------------- | ------------------------------- | ------------------------------- |
| 2009                            | No clasificó                    | No clasificó                    | No clasificó                    | No clasificó                    | No clasificó                    | No clasificó                    | No clasificó                    |
| 2011                            | Cuartos de final                | 4                               | 3                               | 0                               | 1                               | 6                               | 4                               |
| 2014                            | Fase de grupos                  | 3                               | 1                               | 1                               | 1                               | 5                               | 5                               |
| 2016                            | No clasificó                    | No clasificó                    | No clasificó                    | No clasificó                    | No clasificó                    | No clasificó                    | No clasificó                    |
| 2018                            | No clasificó                    | No clasificó                    | No clasificó                    | No clasificó                    | No clasificó                    | No clasificó                    | No clasificó                    |
| 2021                            | No clasificó                    | No clasificó                    | No clasificó                    | No clasificó                    | No clasificó                    | No clasificó                    | No clasificó                    |
| 2023                            | No clasificó                    | No clasificó                    | No clasificó                    | No clasificó                    | No clasificó                    | No clasificó                    | No clasificó                    |
| 2025                            | Clasificó                       | Clasificó                       | Clasificó                       | Clasificó                       | Clasificó                       | Clasificó                       | Clasificó                       |
| Total                           | 3/8                             | 7                               | 4                               | 1                               | 2                               | 11                              | 9                               |

### Copa COSAFA
| Copa COSAFA | Copa COSAFA                       | Copa COSAFA                       | Copa COSAFA                       | Copa COSAFA                       | Copa COSAFA                       | Copa COSAFA                       | Copa COSAFA                       |
| Año         | Ronda                             | J                                 | G                                 | E                                 | P                                 | GF                                | GC                                |
| ----------- | --------------------------------- | --------------------------------- | --------------------------------- | --------------------------------- | --------------------------------- | --------------------------------- | --------------------------------- |
| 1997        | No participó                      | No participó                      | No participó                      | No participó                      | No participó                      | No participó                      | No participó                      |
| 1998        | Primera ronda                     | 1                                 | 0                                 | 0                                 | 1                                 | 2                                 | 3                                 |
| 1999        | Cuartos de final                  | 2                                 | 1                                 | 1                                 | 0                                 | 3                                 | 2                                 |
| 2000        | Semifinal                         | 3                                 | 2                                 | 0                                 | 1                                 | 5                                 | 1                                 |
| 2001        | Cuartos de final                  | 2                                 | 1                                 | 0                                 | 1                                 | 3                                 | 1                                 |
| 2002        | Campeón                           | 5                                 | 3                                 | 2                                 | 0                                 | 8                                 | 2                                 |
| 2003        | Cuartos de final                  | 1                                 | 0                                 | 0                                 | 1                                 | 0                                 | 1                                 |
| 2004        | Primera ronda                     | 1                                 | 0                                 | 0                                 | 1                                 | 0                                 | 2                                 |
| 2005        | Semifinal                         | 3                                 | 2                                 | 1                                 | 0                                 | 6                                 | 2                                 |
| 2006        | Fase de grupos                    | 2                                 | 1                                 | 1                                 | 0                                 | 1                                 | 0                                 |
| 2007        | Campeón                           | 4                                 | 2                                 | 2                                 | 0                                 | 3                                 | 0                                 |
| 2008        | Disputado con la selección sub-23 | Disputado con la selección sub-23 | Disputado con la selección sub-23 | Disputado con la selección sub-23 | Disputado con la selección sub-23 | Disputado con la selección sub-23 | Disputado con la selección sub-23 |
| 2009        | Disputado con la selección sub-23 | Disputado con la selección sub-23 | Disputado con la selección sub-23 | Disputado con la selección sub-23 | Disputado con la selección sub-23 | Disputado con la selección sub-23 | Disputado con la selección sub-23 |
| 2010        | Cancelado                         | Cancelado                         | Cancelado                         | Cancelado                         | Cancelado                         | Cancelado                         | Cancelado                         |
| 2013        | Tercer lugar                      | 3                                 | 2                                 | 1                                 | 0                                 | 4                                 | 2                                 |
| 2015        | Cuartos de final                  | 2                                 | 0                                 | 2                                 | 0                                 | 0                                 | 0                                 |
| 2016        | Campeón                           | 3                                 | 2                                 | 1                                 | 0                                 | 9                                 | 4                                 |
| 2017        | Quinto lugar                      | 3                                 | 2                                 | 0                                 | 1                                 | 3                                 | 1                                 |
| 2018        | Quinto lugar                      | 3                                 | 2                                 | 1                                 | 0                                 | 7                                 | 1                                 |
| 2019        | Quinto lugar                      | 3                                 | 0                                 | 3                                 | 0                                 | 3                                 | 3                                 |
| 2020        | Cancelado                         | Cancelado                         | Cancelado                         | Cancelado                         | Cancelado                         | Cancelado                         | Cancelado                         |
| 2021        | Campeón                           | 6                                 | 4                                 | 2                                 | 0                                 | 9                                 | 0                                 |
| 2022        | Quinto lugar                      | 3                                 | 2                                 | 1                                 | 0                                 | 4                                 | 2                                 |
| 2023        | Tercer lugar                      | 5                                 | 2                                 | 2                                 | 1                                 | 6                                 | 5                                 |
| 2024        | Fase de grupos                    | 3                                 | 1                                 | 2                                 | 0                                 | 1                                 | 2                                 |
| 2025        | Subcampeón                        | 5                                 | 2                                 | 1                                 | 2                                 | 5                                 | 5                                 |
| Total       | 21/24                             | 63                                | 31                                | 23                                | 9                                 | 82                                | 39                                |

## Palmarés

### Torneos oficiales
- Copa Africana de Naciones (1): 1996.
  - Subcampeón de la Copa Africana de Naciones (1): 1998.
- Copa de Naciones Afro-Asiáticas (1): 1997.
- Copa COSAFA (5): 2002, 2007, 2008, 2016 y 2021.

### Torneos amistosos
- Copa Visión Banco (1): 2010.